# 瓦尔德罗尔巴赫
瓦尔德罗尔巴赫是德国莱茵兰-普法尔茨州的一个市镇。总面积5.90平方公里，总人口387人，其中男性189人，女性198人（2011年12月31日），人口密度66人/平方公里。